# Спрінгтаун (Арканзас)
Спрінгтаун (англ. Springtown) — місто (англ. town) в США, в окрузі Бентон штату Арканзас. Населення — 83 особи (2020).

## Географія
Спрінгтаун розташований на висоті 367 метрів над рівнем моря за координатами 36°15′37″ пн. ш. 94°25′26″ зх. д. / 36.26028° пн. ш. 94.42389° зх. д. (36.260285, -94.423812).  За даними Бюро перепису населення США в 2010 році місто мало площу 1,40 км², з яких 1,40 км² — суходіл та 0,00 км² — водойми.

## Демографія
Згідно з переписом 2010 року, у місті мешкало 87 осіб у 34 домогосподарствах у складі 20 родин. Густота населення становила 62 особи/км².  Було 43 помешкання (31/км²). 
Расовий склад населення:
| - 75,9 % — білих - 13,8 % — корінних американців - 8,0 % — осіб інших рас |

До двох чи більше рас належало 2,3 %. Іспаномовні складали 12,6 % від усіх жителів.
За віковим діапазоном населення розподілялося таким чином: 25,3 % — особи молодші 18 років, 66,7 % — особи у віці 18—64 років, 8,0 % — особи у віці 65 років та старші. Медіана віку мешканця становила 39,3 року. На 100 осіб жіночої статі у місті припадало 102,3 чоловіків;  на 100 жінок у віці від 18 років та старших — 109,7 чоловіків також старших 18 років.
За межею бідності перебувало 17,8 % осіб, у тому числі 0,0 % дітей у віці до 18 років та 13,3 % осіб у віці 65 років та старших.
Цивільне працевлаштоване населення становило 49 осіб. Основні галузі зайнятості: виробництво — 44,9 %, освіта, охорона здоров'я та соціальна допомога — 24,5 %, роздрібна торгівля — 12,2 %, транспорт — 8,2 %.
За даними перепису населення 2000 року в Спрінгтауні проживало 114 осіб, 30 сімей, налічувалося 41 домашнє господарство і 47 житлових будинків. Середня густота населення становила близько 81,4 осіб на один квадратний кілометр. Расовий склад Спрінгтауна за даними перепису розподілився таким чином: 85,09 % білих, 6,14 % — корінних американців, 0,88 % — азіатів, 4,39 % — представників змішаних рас, 3,51 % — інших народів. Іспаномовні склали 8,77 % від усіх жителів містечка.
З 41 домашніх господарств в 36,6 % — виховували дітей віком до 18 років, 58,5 % представляли собою подружні пари, які спільно проживали, в 14,6 % сімей жінки проживали без чоловіків, 24,4 % не мали сімей. 24,4 % від загального числа сімей на момент перепису жили самостійно, при цьому 7,3 % склали самотні літні люди у віці 65 років та старше. Середній розмір домашнього господарства склав 2,78 особи, а середній розмір родини — 3,26 особи.
Населення містечка за віковим діапазоном за даними перепису 2000 року розподілилося таким чином: 28,1 % — жителі молодше 18 років, 15,8 % — між 18 і 24 роками, 29,8 % — від 25 до 44 років, 19,3 % — від 45 до 64 років і 7,0 % — у віці 65 років та старше. Середній вік мешканця склав 31 рік. На кожні 100 жінок в Спрінгтауні припадало 93,2 чоловіків, у віці від 18 років та старше — 95,2 чоловіків також старше 18 років.
Середній дохід на одне домашнє господарство в містечкі склав 26 250 доларів США, а середній дохід на одну сім'ю — 38 750 доларів. При цьому чоловіки мали середній дохід в 25 750 доларів США на рік проти 21 250 доларів середньорічного доходу у жінок. Дохід на душу населення в містечкі склав 12 497 доларів на рік. Всі родини Спрінгтауне мали дохід, що перевищує рівень бідності, 10,2 % від усієї чисельності населення перебувало на момент перепису населення за межею бідності.